# حزقيال فيديلا
حزقيال فيديلا (بالإسبانية: Ezequiel Videla)‏ هو لاعب كرة قدم أرجنتيني في مركز الوسط، ولد في 19 يناير 1987 في كوسكيون في الأرجنتين. لعب مع انيستتوتو وتاليريس كوردوبا وروزاريو سنترال وسان مارتين دي سان خوان ومونتيفيديو واندررز ونادي أتليتيكو كولون ونادي أونيفرسيداد دي تشيلي.

## وصلات خارجية
- حزقيال فيديلا على موقع قاعدة بيانات كرة القدم.إي يو (الإنجليزية)
- حزقيال فيديلا على موقع Soccerway.com (الإنجليزية)
- حزقيال فيديلا على موقع AS.com (الإسبانية)